# عمران محمد
عمران محمد (انگلیسی: Imran Mohamed؛ زادهٔ ۱۸ دسامبر ۱۹۸۰) بازیکن فوتبال اهل مالدیو بود.
وی همچنین در تیم ملی فوتبال مالدیو بازی کرده است.